# H/PJ-14型单管30毫米舰炮
H/PJ-14型单管30毫米舰炮（代号：HPJ14-1-30；又称：CS/AN2）是一款使用单管30毫米口徑的舰载机炮，发射30×165毫米机炮炮弹。

## 概述
国外一度將1130近防炮误认为是H/PJ-14，但事实上真正的H/PJ-14是一门单管30毫米机炮。
H/PJ-14与H/PJ-17极为相似，而差異在于前者为手动操作，而后者则加装了新型火控系统。
H/PJ-14只需一名操作手，而且可以看到操作台上具有操作手柄、显示器等装置，取代旧式舰载高射炮上的手摇方向机、高低机等操作工具。加上使用自动光电火控系统瞄准，整个火炮高度的自动化。
H/PJ-14安装在815G型电子侦察船、074型登陆艇（新型）、081型扫雷舰（第二批次）、 082II型猎扫雷舰和中国海警船（命名为CS/AN2）以上。

## 外部連結
- （简体中文）—海军360—H/PJ14型单管30mm舰炮 （页面存档备份，存于）
- （简体中文）—万花镜—中国军舰上神秘火炮竟让国外同行们羡慕不已：没有它打不中的东西[永久]
- （简体中文）—中国海警船尝试安装自动武器站（页面存档备份，存于）